# Rhinotora
Rhinotora is een geslacht van insecten uit de familie van de afvalvliegen (Heleomyzidae), die tot de orde tweevleugeligen (Diptera) behoort.

## Soort
- R. diversa Giglio-Tos, 1893